# Leptanilla theryi
Leptanilla theryi är en myrart som beskrevs av Auguste-Henri Forel 1903. Leptanilla theryi ingår i släktet Leptanilla och familjen myror. Inga underarter finns listade i Catalogue of Life.